# 亞太直達海纜
亞太直達海纜（英語：Asia Pacific Gateway，縮寫：APG），是一個連接中國大陸、香港、日本、韓國、馬來西亞、台灣、泰國、越南和新加坡的海底電纜
，總長約10,400公里（6,500英里）。該系統的通訊容量預計每秒可達54.8Tbps。
APG電纜系統的參與者和聯盟成員包括Facebook、CAT Telecom、中國電信、中國移動國際、中國聯通、中華電信、KT、LG U+、NTT Communications、星和電信、Global Transit、Viettel和VNPT。
APG海底光纖電纜系統原定於2016年投入服務。

## 海底電纜登陸站
它將在以下地點設有海底電纜登陸點：
- 中華人民共和國上海市崇明區、南匯區
- 香港將軍澳新市鎮
- 日本三重縣志摩市
- 韓國釜山廣域市
- 馬來西亞關丹
- 中華民國（臺灣）宜蘭縣頭城鎮
- 泰國宋卡
- 越南峴港市
- 新加坡東區